# Podomyrma nitida
Podomyrma nitida är en myrart som först beskrevs av Clark 1938.  Podomyrma nitida ingår i släktet Podomyrma och familjen myror. Inga underarter finns listade i Catalogue of Life.